# NGC 4565
NGC 4565 (również PGC 42038 lub UGC 7772) – galaktyka spiralna (Sb), znajdująca się w gwiazdozbiorze Warkocza Bereniki w odległości około 30 milionów lat świetlnych od Ziemi. Została odkryta 6 kwietnia 1785 roku przez Williama Herschela.

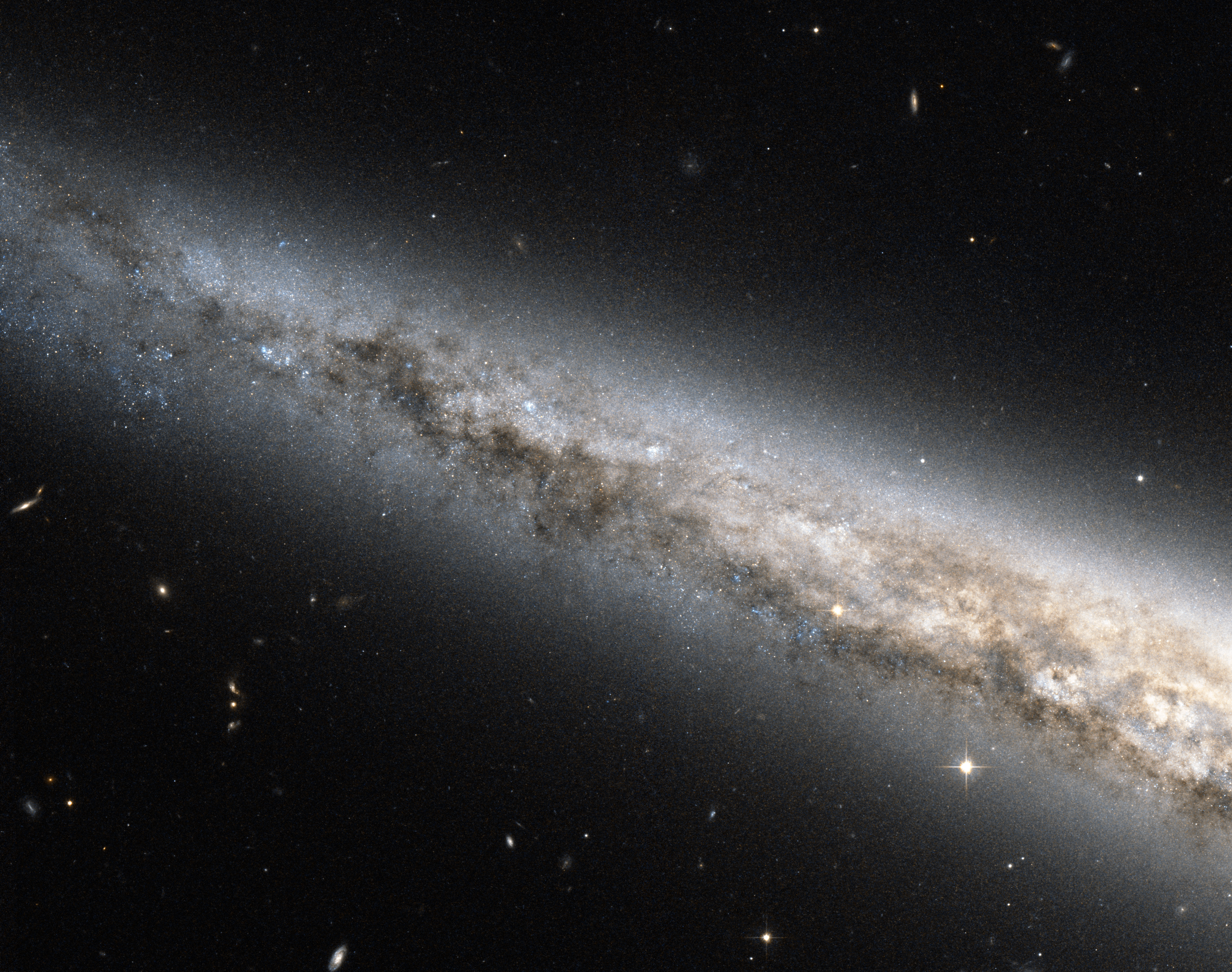
Zbliżenie dysku galaktyki (fot. HST)

Średnica tej galaktyki wynosi ponad 100 000 lat świetlnych. Ponieważ z Ziemi NGC 4565 jest obserwowana wzdłuż płaszczyzny jej dysku, bywa nazywana również Galaktyką Igła. Zgrubienie jądra galaktyki, jest zdominowane przez populację starszych, żółtawych gwiazd oraz pas ciemnego pyłu otaczający dysk galaktyki.
NGC 4565 to galaktyka aktywna z jądrem typu LINER.